# Chimaera owstoni
Chimaera owstoni е вид химер от семейство Chimaeridae.

## Разпространение
Този вид е разпространен в Япония.